# Journal of Combinatorial Theory, Series B
Journal of Combinatorial Theory, Series B is een internationaal, aan collegiale toetsing onderworpen wetenschappelijk tijdschrift op het gebied van de grafentheorie en matroïden. De titel wordt in literatuurverwijzingen meestal afgekort tot J. Combin. Theor. B of JCTB.
Het tijdschrift wordt uitgegeven door Elsevier en verschijnt 6 keer per jaar. Het is in 1971, samen met Journal of Combinatorial Theory, Series A, voortgekomen uit het in 1966 opgerichte Journal of Combinatorial Theory. De eerste jaargang had nummer 10.